# Gull Lake, Alberta
Gull Lake är en ort i Kanada.   Den ligger i provinsen Alberta, i den centrala delen av landet, 2 900 km väster om huvudstaden Ottawa. Gull Lake ligger 895 meter över havet och antalet invånare är 122.
Terrängen runt Gull Lake är platt. Närmaste större samhälle är Sylvan Lake, 18,9 km sydväst om Gull Lake. 
Runt Gull Lake är det mycket glesbefolkat, med 6 invånare per kvadratkilometer.